# 征服者 (1956年の映画)
『征服者』（The Conqueror）は1956年のアメリカ合衆国の映画。モンゴル帝国の初代皇帝であるテムジンの活躍を描いている。出演はジョン・ウェインなど。

## キャスト
| 役名         | 俳優                   | 日本語吹替                          |
| 役名         | 俳優                   | 東京12ch版                          |
| ------------ | ---------------------- | ----------------------------------- |
| テムジン     | ジョン・ウェイン       | 小林昭二                            |
| ボルタイ     | スーザン・ヘイワード   | 平井道子                            |
| ハンラン     | アグネス・ムーアヘッド | 鈴木れい子                          |
| ジャムガ     | ペドロ・アルメンダリス | 木原正二郎                          |
| ワン・カーン | トーマス・ゴメス       | 田口昴                              |
| シャーマン   | ジョン・ホイト         | 清川元夢                            |
| クレムック   | テッド・デ・コルシア   | 村松康雄                            |
| チェペイ     | リー・ヴァン・クリーフ |                                     |
| 不明 その他  |                        | 藤城裕士 藤本譲 田中康郎 城山知馨夫 |
|              |                        |                                     |
| 演出         | 演出                   | 斉藤敏夫                            |
| 翻訳         | 翻訳                   | 古賀牧彦                            |
| 効果         | 効果                   | TFC                                 |
| 調整         | 調整                   | 遠矢征男                            |
| 制作         | 制作                   | 東北新社                            |
| 解説         | 解説                   | 南俊子                              |
| 初回放送     | 初回放送               | 1977年1月6日 『木曜洋画劇場』       |

## スタッフ
- 監督：ディック・パウエル
- 製作：ハワード・ヒューズ、ディック・パウエル
- 脚本：オスカー・ミラード
- 撮影：ジョセフ・ラシェル、レオ・トーヴァー、ハリー・ワイルド、ウィリアム・スナイダー
- 音楽：ヴィクター・ヤング